# Claudio Corti (pilote moto)
Pour les articles homonymes, voir Claudio Corti.

Claudio Corti  (né le 25 juin 1987 à Côme) est un pilote de vitesse moto italien.

## Résultats

### Par saison
| Saison | Catégorie | Moto  | Course | Victoire | Podium | Pole | Record du tour | Points | Classement final |
| ------ | --------- | ----- | ------ | -------- | ------ | ---- | -------------- | ------ | ---------------- |
| 2010   | Moto2     | Suter | 17     | 0        | 0      | 1    | 0              | 20     | 25e              |
| 2011   | Moto2     | Suter | 16     | 0        | 0      | 0    | 0              | 23     | 25e              |
| 2012   | Moto2     | Kalex | 9      | 0        | 1      | 0    | 1              | 59*    | 8e*              |
| Total  |           |       | 42     | 0        | 1      | 1    | 1              | 102    |                  |

- * Saison en cours.

### Par catégorie
| Catégorie | Saison | 1er Grand Prix | 1er podium  | 1er victoire | Course | Victoires | Podiums | Pole position | Record du tour | Points |
| --------- | ------ | -------------- | ----------- | ------------ | ------ | --------- | ------- | ------------- | -------------- | ------ |
| Moto2     | 2010–  | Qatar 2010     | France 2012 |              | 42     | 0         | 1       | 1             | 1              | 102    |

### Courses par année
(Les courses en gras indiquent une pole position ; les courses en italique indiquent un meilleur tour en course)
| Année | Catégorie | Moto  | 1      | 2      | 3      | 4      | 5      | 6       | 7      | 8      | 9      | 10     | 11     | 12     | 13     | 14     | 15     | 16      | 17     | classement final | Points |
| ----- | --------- | ----- | ------ | ------ | ------ | ------ | ------ | ------- | ------ | ------ | ------ | ------ | ------ | ------ | ------ | ------ | ------ | ------- | ------ | ---------------- | ------ |
| 2010  | Moto2     | Suter | QAT 20 | SPA 18 | FRA 15 | ITA 22 | GBR 30 | NED 17  | CAT 22 | GER 22 | CZE 26 | IND 13 | RSM 9  | ARA 11 | JPN 14 | MAL 15 | AUS 15 | POR 19  | VAL 19 | 25e              | 20     |
| 2011  | Moto2     | Suter | QAT 21 | SPA 21 | POR 11 | FRA 22 | CAT 17 | GBR Ret | NED 15 | ITA 23 | GER 15 | CZE 14 | IND 22 | RSM 18 | ARA 19 | JPN    | AUS 4  | MAL Ret | VAL 15 | 25e              | 23     |
| 2012  | Moto2     | Kalex | QAT 16 | SPA 6  | POR 14 | FRA 2  | CAT 13 | GBR 6   | NED 16 | GER 9  | ITA 9  | IND    | CZE    | RSM    | ARA    | JPN    | MAL    | AUS     | VAL    | 8e*              | 59*    |

- * Saison en cours.